# 龍巌寺 (渋谷区)
龍巌寺（りゅうがんじ）は、東京都渋谷区にある臨済宗南禅寺派の寺院。御府内八十八箇所の一つ。

## 歴史
慶長年間（1596年 - 1615年）、喚室によって開山された。江戸時代の地誌『新編武蔵風土記稿』では、慶長7年（1602年）の創建としている。もとは名主の半右衛門の屋敷であったが、喚室を住まわせて寺院化したのが当寺の由来である。幕末から明治初期にかけての一時は寺運が衰微していたが、1897年（明治30年）頃までに復興している
当寺の前の坂を「勢揃坂」という。後三年の役に出征する源義家の軍勢が、この場所で軍勢を揃えて進軍したことが坂名の由来となっている。境内には、義家が腰掛けたと伝わる「腰掛石」がある。この腰掛石の側には、松尾芭蕉の「春もやや けしきととのふ 月と梅」の句碑がある。この句碑の上半部は、1945年（昭和20年）の空襲で欠損している。

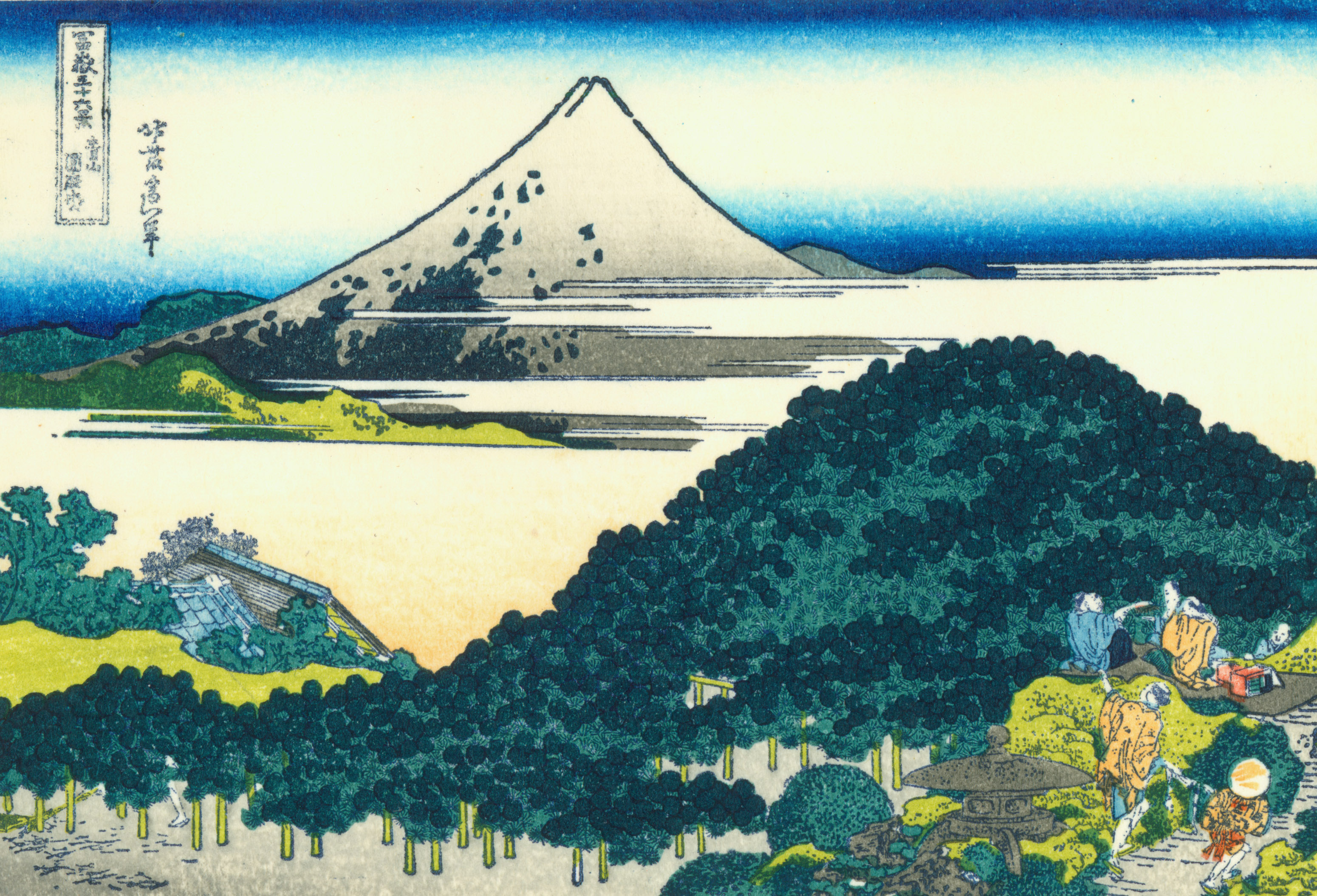
葛飾北斎 『富嶽三十六景』「青山円座松」

また、かつては「笠松」または「円座の松」と呼ばれる松の名木があり、『富嶽三十六景』や『江戸名所図会』にも取り上げられるほどの名所であった。しかし、後にその松は枯れてしまい、現存していない。
当寺には「蛇体弁天」という弁才天を所蔵している。明治期に当時の住職が境内の崖に埋もれていたのを発掘したものである。「原宿の弁天」の異名もある。
平成以降、江戸五色不動に含まれるという説もささやかれている。五色不動#複数の目黄も参照。

## 墓地
- 浅野家（広島藩主）
- 小関三英（蘭学者）

## 交通アクセス
- 外苑前駅より徒歩8分。

## 周辺
- 青山熊野神社
- 青野山慈光寺 - 神宮前2丁目。真宗大谷派。
- 法雲山東漸寺仙壽院 - 千駄ヶ谷2丁目。日蓮宗。
- 高雲山金剛院瑞圓禪寺 - 千駄ヶ谷2丁目。曹洞宗。
- 寂照山唯心院高德寺 北青山2丁目。浄土宗鎮西派。
- 大寶山龍泉院長安寺 - 神宮前3丁目。浄土宗鎮西派。
- 蓮光山妙圓寺 - 神宮前3丁目。日蓮宗
- 連榮山持法寺 - 北青山2丁目。法華宗陣門流。